# Герб Вавожского района
Герб Вавожского района — официальный символ муниципального образования «Вавожский район». Впервые герб района утверждён в 2002 году, современный вариант в 2013 году. В Государственном геральдическом регистре РФ герб не зарегистрирован.

## Описание и символика герба
Герб муниципального образования „Вавожский район“ представляет собой прямоугольный щит, пропорционально разделённый на 3 цвета: белый, голубой, чёрный. Щит обрамлён чёрной и золотистой полосой. В центре щита на белом и голубом фоне изображено дерево, символизирующее хвойные и лиственные леса района, с обеих сторон дерева изображены два спелых колоса пшеницы. Справа на белом фоне дата „1929“ — год образования района, слева солярный знак — оберег. Внизу на черном фоне надпись „Вавожский район“. На гербе муниципального образования „Вавожский район“ белый цвет является символом космоса и чистоты нравственных устоев, голубой — цвет неба и символ мира, чёрный — символ земли и стабильности, красный — цвет солнца и символ жизни, золотистый — цвет спелого урожая и символ хлеба
Автор проекта герба — Пономарёв Алексей Николаевич.

## История
Первый герб района утверждён решением Вавожского районного Совета депутатов №54 от 9 августа 2002 года «Об утверждении положения о Гербе муниципального образования „Вавожский район“». Современный герб утверждён решением Решением Вавожского районного Совета депутатов от 18 декабря 2013 года №136. От раннего варианта он отличается только датой основания района, указанной на гербе, в старом варианте это был 1935 год, в новом — 1929.